# 古斯塔夫·伯格曼
古斯塔夫·伯格曼（Gustav Bergmann，1906年5月4日—1987年4月21日），奧地利猶太裔美国哲學家，維也納圈成員之一，主要貢獻為本體論。